# Winfried Brandenburg

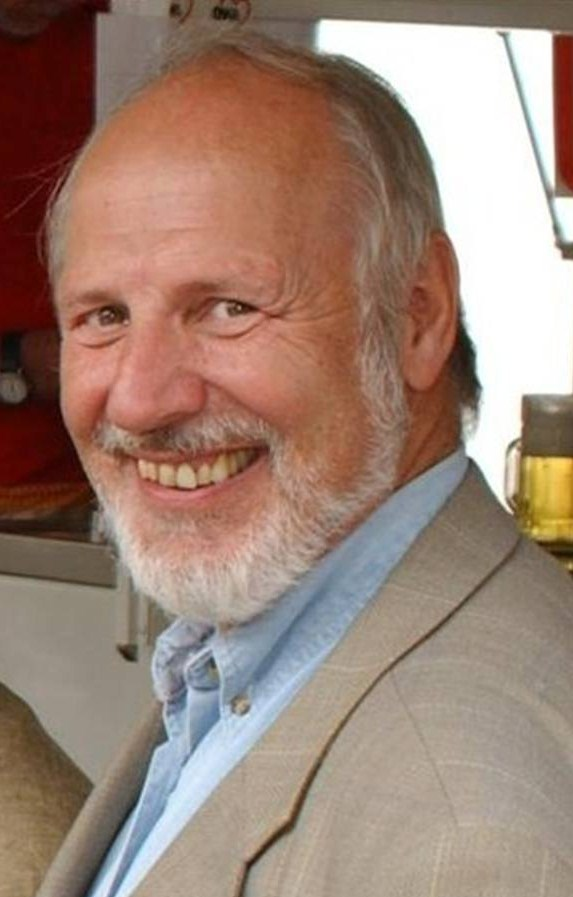
Winfried Brandenburg

Winfried Brandenburg (* 12. September 1939 in Berlin) ist ein saarländischer Jurist und Kommunalpolitiker.

## Leben
Nach seiner Geburt in Berlin verbrachte Brandenburg seine Kindheit in Pommern. Nach Kriegsende zog seine Familie im Juni 1945 ins saarländische St. Ingbert, woher seine Mutter stammte. Dort legte er sein Abitur ab und studierte danach Jura. Nach Ablegung seiner Staatsexamen spezialisierte er sich auf das Gebiet des Sozialrechts. Er promovierte an der Universität des Saarlandes zum Doktor der Rechtswissenschaften und arbeitete in der Folge als Richter am Sozialgericht und am Landessozialgericht, dem er bis 1984 angehörte, in Saarbrücken. 1976 wurde Brandenburg zum Mitglied des Verfassungsgerichtshofs des Saarlandes ernannt. Gemeinsam mit dem Juristen Günther Hahn gab Brandenburg ein kommentierendes Kompendium zu den ersten vier Büchern des Sozialgesetzbuches heraus (1978).

## Kommunalpolitik
Brandenburg wurde 1960 Mitglied der SPD, ab Mitte der 60er Jahre arbeitete er aktiv bei den Jungsozialisten mit. 1968 wurde er in den St. Ingberter Stadtrat als Mitglied der SPD-Fraktion gewählt, später übernahm er den Vorsitz seiner Fraktion. Weiterhin war er Mitglied im Landesvorstand der saarländischen SPD.
 1984 wurde er von den Fraktionen der SPD und der FDP zum Oberbürgermeister gewählt und trat im Juni 1984 die Nachfolge des CDU-Oberbürgermeisters Werner Hellenthal an. 1994 wurde Brandenburg von einer Stadtratsmehrheit (SPD, Grüne, Freie Wähler) für weitere zehn Jahre in seinem Amt bestätigt. 2004 schied er nach Erreichung der Altersgrenze aus dem Amt, aus dem er als bisher einziger Oberbürgermeister mit dem offiziellen „Großen Zapfenstreich“ verabschiedet wurde.

## Arbeitsschwerpunkte
In den 20 Jahren als St. Ingberter Oberbürgermeister konnte Brandenburg seine Heimatstadt nachhaltig als Wirtschafts- und Kulturstandort entwickeln. Die Stadt erwarb sich den Ruf einer „heimlichen Kulturhauptstadt des Saarlandes“ von erheblicher Lebensqualität. Ein wichtiger Impuls für die kulturelle Entwicklung St. Ingberts war die Realisierung des international agierenden Museums St. Ingbert, das er 1987 gemeinsam mit dem Landrat des Saarpfalz-Kreises Clemens Lindemann im Rahmen der neu gegründeten Albert-Weisgerber-Stiftung ins Leben rief. Auch die Umstrukturierung der ehemaligen Industriestadt St. Ingbert von Kohle und Stahl hin zu einem modernen Produktions- und Dienstleistungsstandort war das Werk Brandenburgs und der ihn tragenden Stadtratsfraktionen. Insbesondere die langfristig betriebene Umwidmung von Industriebrachen in moderne Gewerbegebiete kam der prosperierenden Entwicklung St. Ingberts zugute. Besondere Erfolge waren die Neuansiedlung eines SAP-Standortes (600 Beschäftigte) und des Fraunhofer-Instituts für Biomedizinische Technik (150 Beschäftigte) sowie die Weiterentwicklung der Weltfirma Festo (über 2000 Beschäftigte) mit jeweils hochqualifizierten Arbeitsplätzen.
Brandenburg ist verheiratet und hat zwei Kinder. Er lebt heute in St. Ingbert und Berlin.